# TOGETHER (KATSUMIの曲)
「TOGETHER」（トゥゲザー）は2001年4月21日に発売されたKATSUMIの通算22枚目のシングル。

## 解説
現在までKATSUMIのオリジナル・アルバム、ベスト・アルバムに未収録。
公式表記では、本作のシングルタイトルは「電脳冒険記ウェブダイバー/エンディング・テーマ」とされており、通し番号が付加されていない。
表題曲「TOGETHER」はTVアニメ『電脳冒険記ウェブダイバー』エンディング・テーマであり、ジャケットには同アニメのイラストがデザインされている。
CDケースはマキシシングルのPケースが使用されており、特典として特製ステッカーが封入された。

## 収録曲
全作詞：KATSUMI／編曲：京田誠一
1. TOGETHER
作曲：鈴木キサブロー
TVアニメ『電脳冒険記ウェブダイバー』エンディング・テーマ
2. See you again
作曲：KATSUMI
TVアニメ『電脳冒険記ウェブダイバー』挿入歌（第30話にて使用）
3. TOGETHER （オリジナル・カラオケ）
4. See you again （オリジナル・カラオケ）